# Westway (Texas)
Westway est une census-designated place située dans le comté d'El Paso, dans l’État du Texas, aux États-Unis. Sa population s’élevait à 4 188 habitants lors du recensement de 2010.